# Strakonice
Strakonice (niem. Strakonitz) – miasto w Czechach, w kraju południowoczeskim, nad rzekami Otava oraz Volyňka. Według danych z 31 grudnia 2003 powierzchnia miasta wynosiła 3 468 ha, a liczba jego mieszkańców 23 545 osób.

## Demografia
| Rok             | 1970   | 1980   | 1991   | 2001   | 2003   |
| --------------- | ------ | ------ | ------ | ------ | ------ |
| Liczba ludności | 17 478 | 21 731 | 24 705 | 23 800 | 23 545 |

Źródło: Czeski Urząd Statystyczny

## Współpraca
Miejscowości partnerskie:
- Bad Salzungen, Niemcy
- Calderdale, Wielka Brytania
- Ijsselstein, Holandia
- Lengnau, Szwajcaria

## Inne
W miejscowości znajduje się zabytkowy cmentarz żydowski.

## Galeria

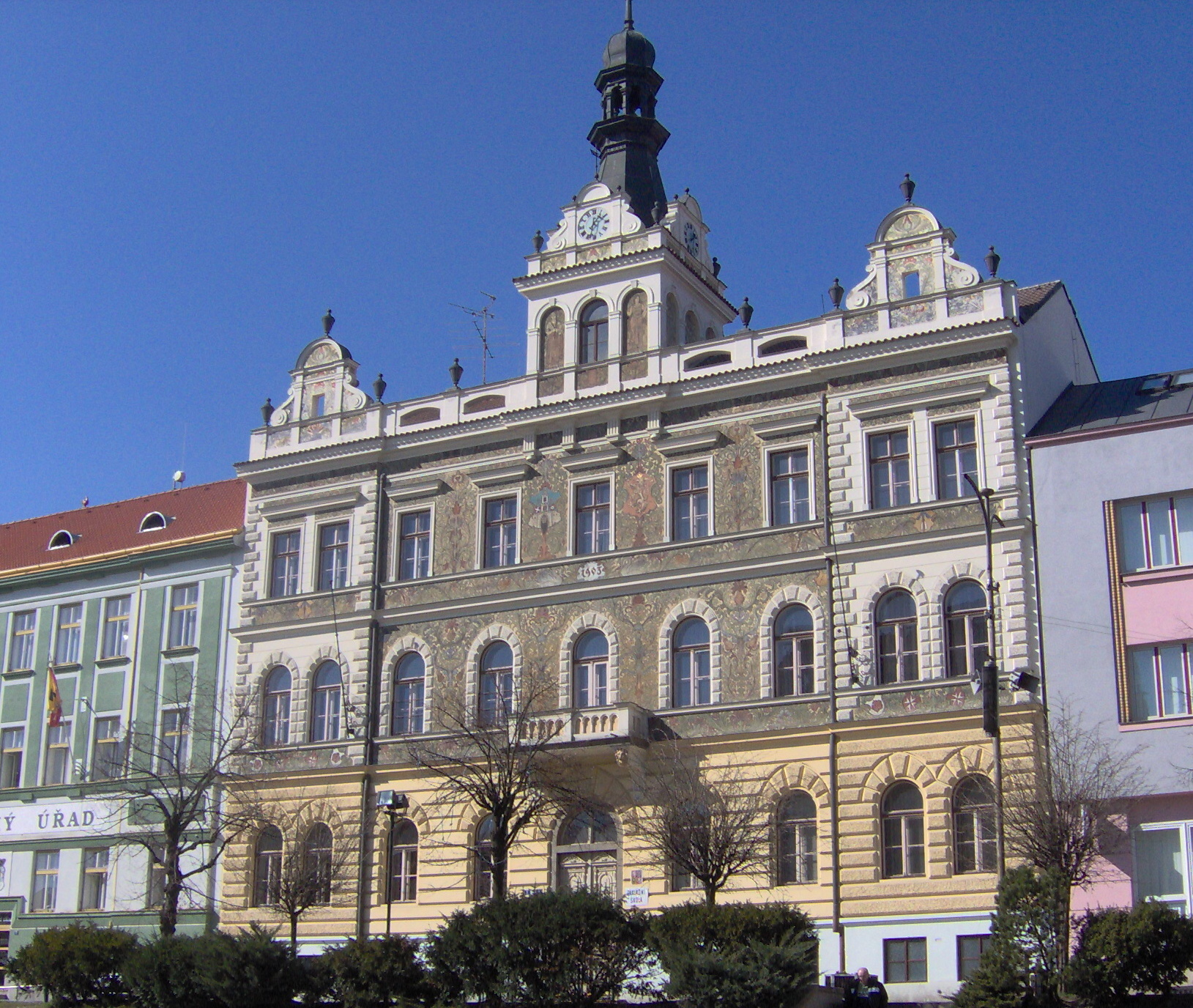
Rynek
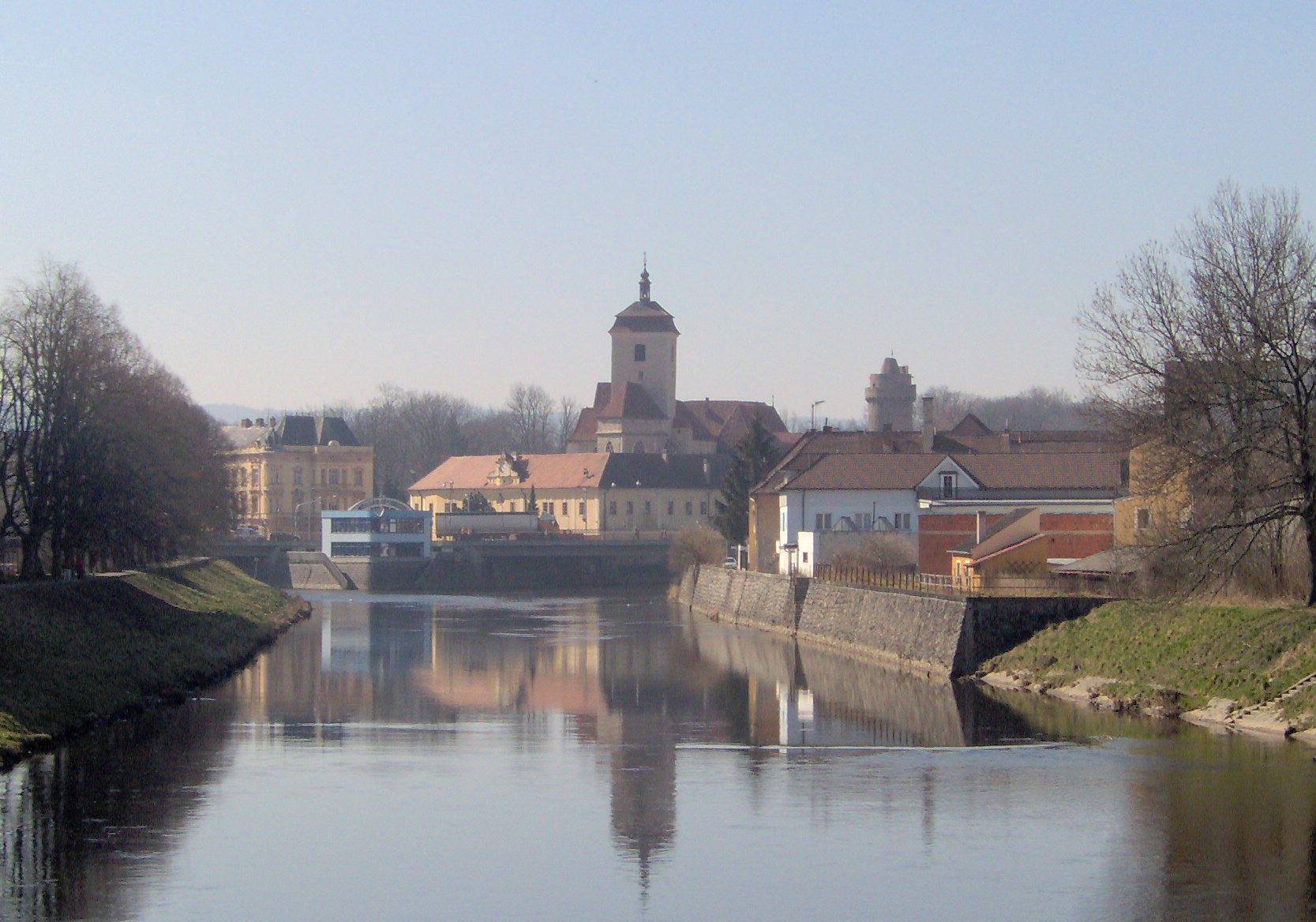
Zamek
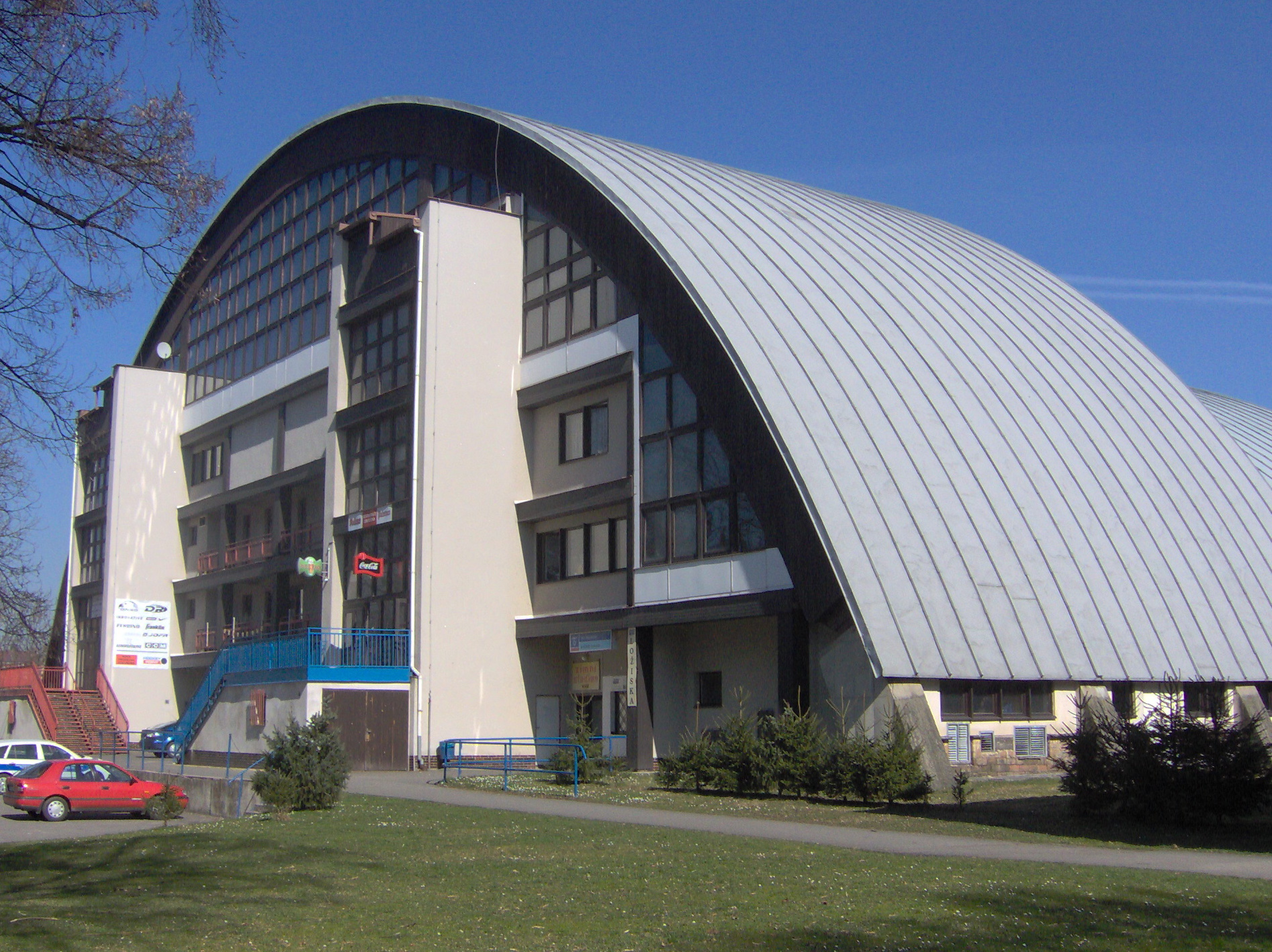
Lodowisko
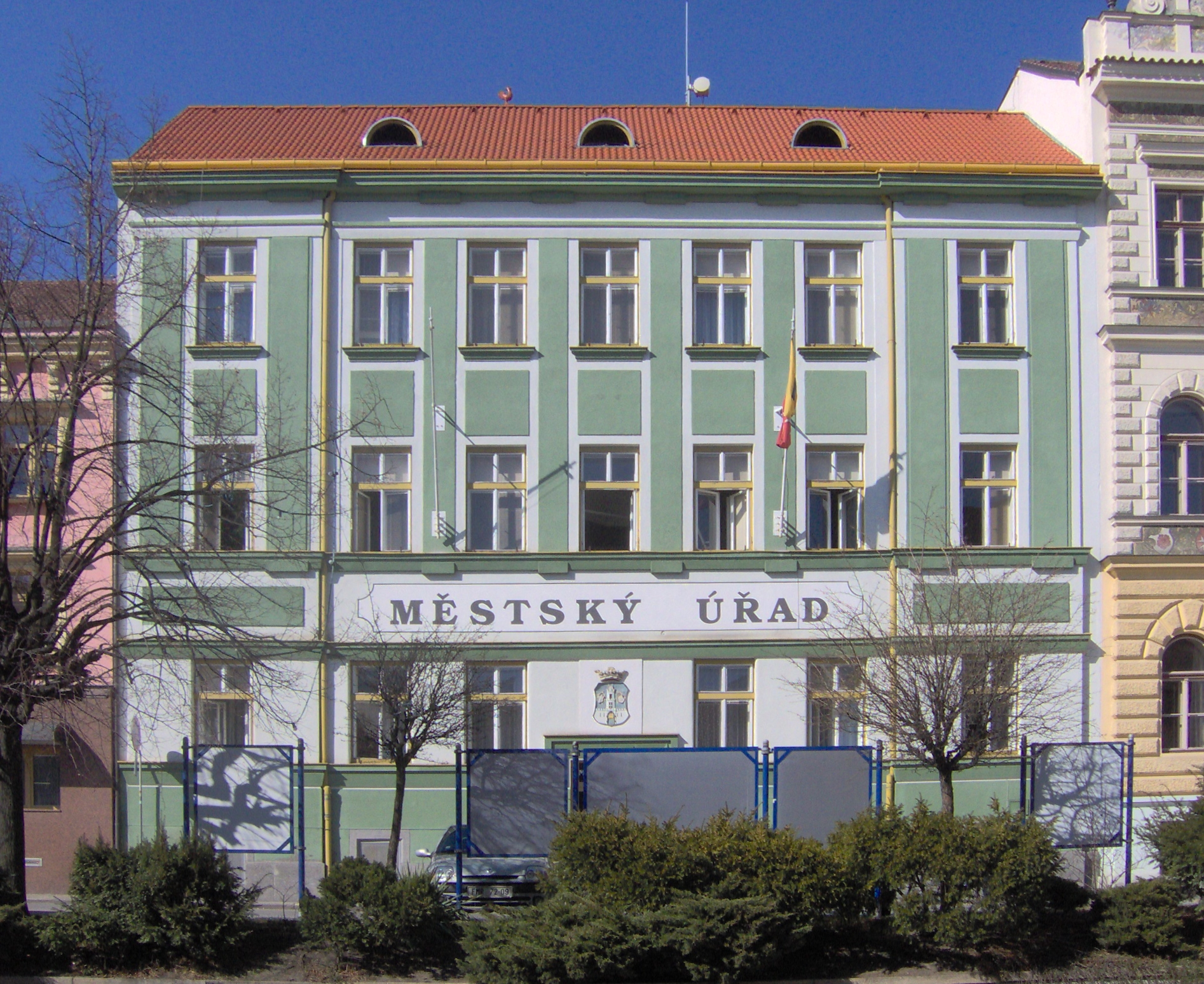
Urząd miasta